# درخش سبز

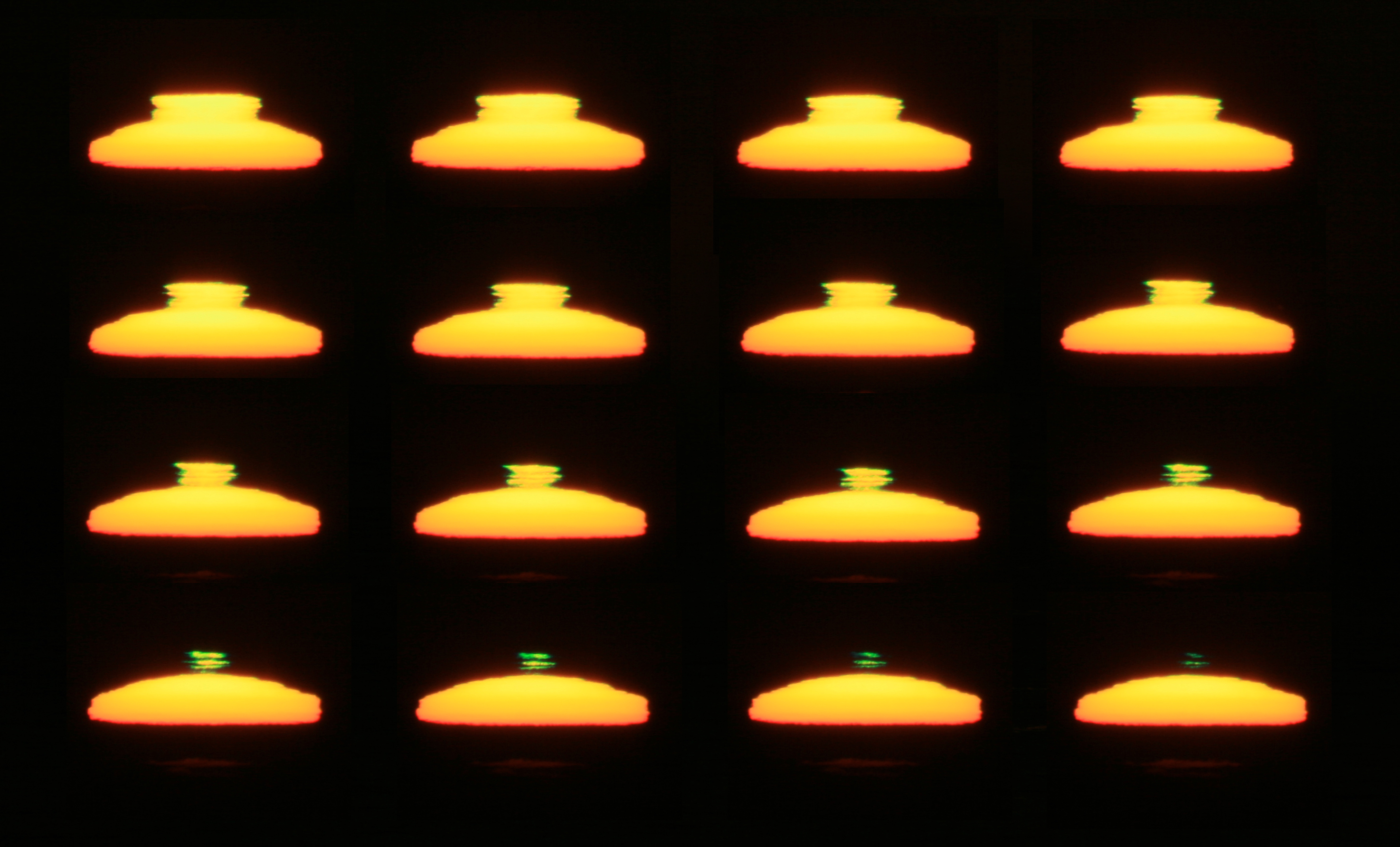

سبزدرخش یا پرتو سبز به پدیده نوری گفته می‌شود که در آن تغییر رنگ یک یا دو ثانیه‌ای نور خورشید از رنگ قرمز به رنگ سبز درهنگام طلوع یا غروب خورشید و بروی لبه‌های آن، رخ می‌دهد. برخلاف تصور عامیانه این پدیده به علت خطای چشم نیست. بهترین مکان برای دیدن این پدیده در غروب خورشید در اقیانوس، قرار گرفتن در کوه، در ساحل اقیانوس می‌باشد.